# 大橋敏雄
大橋 敏雄（おおはし としお、1925年〈大正14年〉11月3日 - 2017年〈平成29年〉1月31日）は、日本の政治家。元衆議院議員（8期）。旭日重光章、正四位。
のちに、創価学会の反対派（批判者）になり、創価学会への批判活動を行っていた。
詳細は「創価学会#創価学会に対する批判」を参照。

## 経歴
1925年11月3日、福岡県八幡市に生まれる。 
1940年、福岡市立城西高等小学校（現・福岡市立城西中学校）卒業。卒業後は佐世保海軍工廠、土浦海軍航空隊に入る。戦後、運送会社を経営した後、西日本相互銀行（現・西日本銀行）、聖教新聞社業務部に勤務する。
1962年、福岡県議会議員選挙・北九州市八幡区選挙区に公明政治連盟公認で出馬し初当選（連続2回）する。
1964年12月、公明党結成に参加する。
1967年1月、衆院選福岡2区に公明党から立候補し、初当選（連続8回）する。
太平洋戦争の終戦で抗戦を訴えた厚木航空隊事件の首謀者小園安名大佐の名誉回復を訴えていた。
1978年12月、衆議院科学技術振興対策特別委員長に就任する。
党内では福岡県本部長、国会対策副委員長、労働部会長などを務めた。
1990年2月、衆院選を機に政界引退。公明党は後継者として東順治を擁立する。

## 人物
- 1988年5月、現職公明党国会議員ながら、月刊『文藝春秋』において「池田大作への宣戦布告」とする論文を発表。これは池田大作による公明党と創価学会への影響力を批判した。公明党は大橋の批判文章を正面から取り上げることは避けた上で、かなり前の不明瞭な政治献金と女性問題を理由に大橋を除名とした。

- 以後、元都議団長の藤原行正らと公明党・創価学会批判を行う。大橋の行動に対して藤原が同調したという報道も一部であった。また大橋が国会在任中、ずっと党中央執行委員長の地位にあった竹入義勝も後に党を除名され、大橋、藤原と行動を共にした。

- 激烈な反天皇主義者であった。日高恒太朗のノンフィクション集『不時着』に「天皇? もう、全然嫌いですね。とくに今の天皇ね、なぜあんなに崇めるの。どうしてみんな分からんのかな、戦後ずっとごまかし続けてきているんですよ。子供が生まれると、それはお目出度いとは思います。だけれど全マスコミあげて、なぜあんなにチヤホヤしなければいかんのか、天皇制護持に固執する権力の思惑に荷担するのか。まあ、国会議員辞めちゃったから犬の遠吠えで、女房相手に話す程度の意見ですがね」との大橋の言が記されている。

## 著書
- 『吹けば飛ぶ男の奮戦記』　人間の科学社。